# Manuel Zapata Orihuela
Manuel Zapata Orihuela (Lima, 13 de agosto de 1921 - Gentilly, 22 de septiembre de 2023) fue un pintor de origen peruano y un representante significativo del movimiento plástico indigenismo peruanista.

## Biografía
Manuel Zapata Orihuela nació en Lima en 1921, de padre piurano y de madre huancaína. A los dos años, su familia se trasladó en la región de Huancayo donde transcurrió parte de su infancia. Durante su estadía, se impregnó del paisaje de la sierra y de la vida de los pueblos lo que fueron fuente de su inspiración. Desde muy pequeño, sintió su vocación por la pintura. Cinco años después, su familia regresó a Lima. Estimulado por su abuela paterna, se dedicó a dibujar y pintar retratos y estampas con una particular admiración por los pintores alemanes e italianos renacentistas. Más tarde, le gustó vagabundear a orillas del mar y a través de las calles de Chorrillos y Lima, tomando apuntes del paisaje urbano así como de los mercados populares.

## Estudios
En 1943, ingresó en la Escuela Nacional Superior Autónoma de Bellas Artes del Perú (ENBA) de Lima cuando estaba aún bajo la dirección de José Sabogal, el promotor del rescate de temas de costumbres y del paisaje peruano, quien dio origen al Indigenismo. Estudió en la clase de Julia Codesido y luego, en el taller de Carlos Quizpez Asín. Cuando José Sabogal tuvo que renunciar como director, Zapata se quedó en la ENBA. Se mantuvo en su corriente artística ya que el nuevo director Germán Suárez Vértiz con un concepto liberal, permitió a los estudiantes elegir su propia opción. Manuel Zapata Orihuela pudo beneficiar durante dos años, de los consejos del profesor belga Jacques Maes, pintor, retratista y grabador de la corriente animista que vino invitado a la ENBA en el 1946, en ese entonces, bajo la dirección de Ricardo Grau. En 1950, egresó de la Escuela y se estableció en su propio taller, en el barrio chino de Lima.

## Actividad y viajes alrededor del mundo
Desde 1948, participó en exposiciones colectivas e individuales en América, Europa y Asia. Tuvo como alumna particular a la pintora y grabadora, Tilsa Tsuchiya, una gran representante del arte pictórico peruano, a quien le transmitió sus conocimientos y consejos durante 1956 y 1960.
En 1965, uno de sus óleos titulado "Sandía" había sido adquirido por un banco quien lo lanzó en una campaña de promoción turística peruana.
En 1967, recorrió Europa, visitando Florencia, Asís, Roma, Madrid, Córdoba, Ginebra, Colonia, Copenhague, Oslo, Trondheim, Estocolmo, Lulea, Ámsterdam, Bruselas y París. Contrajo matrimonio con Marie-Thérèse Hache, y residió por tres años, en la ciudad de Saintes, en Francia. Expuso con éxito en el Salón de los Surindépendants, siendo una de sus obras "Vendeuse de Fleurs" seleccionada para la Bienal en Menton. Realizó también algunas muestras individuales como en la 'Galerie Majestic-Vallombreuse' en Biarritz y en la 'Galerie Mouffe' en París.
En 1970, regresó al Perú como profesor en la Escuela de Bellas-Artes Macedonio de la Torre de Trujillo, invitado por su fundador y Director, el pintor Pedro Azabache Bustamante. Luego, se radicó en Lima, realizando exposiciones en distintas galerías de la capital y en el norte del país.
En 1974, volvió a Francia retornando regularmente al Perú hasta el año 1991. Su amistad con Ángel Chávez López, le permitió participar en varias oportunidades a exposiciones en Trujillo y en Lima, con otros pintores indigenistas : Gamaniel Palomino, Óscar Allain Cottera, Julio Camino Sánchez, Aquiles Ralli y el escultor Héctor Antonio Sánchez. Finalmente, estableció su taller en París y Gentilly.

## Características
Sus temas predilectos son pescadores, toreros, vendedoras de flores o de sandía, bodegones de frutas, el mercado.

"Su obra transita dentro del expresionismo figurativo, inspirada en temas costumbristas con raíces indigenistas. Sencillo y sobrio, es un apasionado de los gallos, entre otros asuntos suele inspirarse en el bullicioso barrio chino limeño plagado desde tempranas horas por vendedores". Nanda Leonardini.

"Partiendo de Zapata, pensamos que las geniales creaciones de algunos plásticos peruanos, obedecen a la existencia de duendes o tótems que moran en sus espíritus y emergen aun en creaciones abstractas como sucede con Zapata con sus expresionistas formas o retratos de aquellos tótems de vigorosa raigambre peruana, tan suyos, tan de su estilo que no importa que cambien de apariencia o se disfracen, pero serán tan únicas como sus propios rasgos físicos. Esa la marca de lo permanente e imperecedero." José Abel Fernández S.

"Otro mérito suyo es no haberse encerrado dentro de los límites estrechos del mensaje, sino que lo superó dialécticamente mediante una búsqueda de originalidad. Para aproximarnos a la génesis de su pintura, señalamos la admiración de Zapata hacia la obra de Pierre Alechensky (1927), miembro del célebre grupo CoBrA... Pero lo esencial en el arte de Zapata es la adopción del empastado que denota su voluntad de obtener relieve y textura y su audacia gestual. Para los amantes del arte expresionista y de la textura, la pintura de Zapata es una de las más destacadas del arte peruano y del latinoamericano que se practica en París". Héctor Loaiza.

"Desde el principio, adhiere a los ideales de los indigenistas y comparte con ellos sus inquietudes esenciales: el gesto reivindicativo histórico, la emoción social, el ardiente sentimiento de fervor ante la impresionante belleza del paisaje peruano y de sus habitantes." Frisch Haedo B.

"Zapata Orihuela desarrolló una pintura figurativa lejanamente inspirada por el arte precolombino. Ello se ve reflejado en la fuerte estilización de las formas y en una ejecución pictórica que prefiere las  áreas de color planas y bien delineadas.Los temas de la Costa relacionados con la región norteña de donde era oriundo resultan dominantes dentro de su producción". Luis Eduardo Wuffarden

## Obras realizadas
- Sahumadoras (1956). Óleo sobre tela.
- La Amazónica (1960). Óleo sobre tela. 100 x 81 cm.
- Sandía (1965). Óleo sobre tela. adquirido por el Banco de la Nación de Lima.[10]
- Florista (1966). Óleo sobre tela. 130 x 97 cm.[11]
- Pelea de Gallos (1967). Pigmentos sobre tela. 130 x 97 cm.
- Vendeuse de Fleurs (1968). Óleo sobre tela. 75 x 60 cm.
- La Gallera (1980). Óleo sobre tela.
- El Pelicano (1980). Xilografía.
- Campesina (1982). Grabado.
- Monólito con Sandía (1982). Óleo sobre tela. 81 x 65 cm.
- El Sueño de una Campesina (1985). Óleo sobre tela. 100 x 81 cm.
- Florista (1985/1986). Óleo sobre tela. 84 x 68,5 cm Museo de Arte de Lima (MALI)
- Flautistas (1986). Óleo sobre tela.
- Ñaylamp (1987). Encáustica sobre tela. 100 x 81 cm.
- Cerámica (1987). Óleo sobre tela.
- Florista (1988). Óleo sobre tela. 146 x 114 cm.
- Pescadoras en la Playa (1998). Témpera sobre yute. 81 x 65 cm.

## Exposiciones

### Exposiciones Individuales
- (1963) Universidad Nacional, Trujillo, Perú.
- (1965) Club Grau,  Piura, Perú.
- (1968) Peintures Récentes, Galería Majestic-Vallombreuse, Biarritz, Francia.
- (1969) Ecole de Dessin, Saintes, Francia.
- (1969) Galerie Mouffe, Paris, Francia.
- (1969) Galerie Álvarez, La Rochelle, Francia.
- (1969) Maison de la Culture, Chinon, Francia.
- (1970) Galerie S. Boudet, Tolosa, Francia
- (1970) Universidad Nacional, Trujillo, Perú.
- (1971) Guiyermo Galleries, Albuquerque, Estados Unidos.
- (1971) Inauguration de la Nouvelle Galerie du Theâtre Municipal, Rochefort. Francia.
- (1978) La Grange à Camille, Coulon, Francia.
- (1979) Galerie Lubin, Angoulême, Francia.
- (1980) Caja Provincial de Ahorros, Granada, España.
- (1981) Galerie Lubin, Angoulême, Francia.
- (1985) A la Grand Font, Angoulême, Francia.
- (1986) Galería Vargas, Lima, Perú.
- (1994) El Papagayo, Paris, Francia.
- (1996) Le Sigognard, Ardin, Francia.
- (1997) Les Impromptus, Café l’Onze/Vingt, Paris, Francia.
- (1997) Espacio Artístico Ángel José Laín, Zaragoza, España.
- (1998) Le Bistro de la Huchette, Paris, Francia.
- (2000) Chez Bernard,  Sceaux, Francia.
- (2003) Bar Le Panier, Paris, Francia.
- (2013) Zig-Zag, Portes ouvertes, Ateliers d’Artistes, Gentilly, Francia.[12]
- (2014) Atelier Gustave, Paris, Francia.

### Exposiciones Colectivas
- Pintura Peruana,  Caracas, Venezuela. (1948)
- 5 Pintores Peruanos, Buenos Aires, Argentina. (1950)
- 5 Pintores Peruanos, Buenos Aires, Argentina. (1952)
- Pintura Peruana Actual,  Estudio Don Kunkel, Lima, Perú. (1957)
- Exposición/Remate de Pintura Peruana, Instituto Cultural Peruano Norteamericano, Lima, Perú. (1962)
- I Exposición de Pintores Peruanos (ANEA), Ayacucho, Perú. (1963)
- Exposición Conmemorativa en sus Bodas de Plata (ANEA), Lima, Perú. (1963)
- Club Departamental de Piura, Lima, Perú. (1963)
- Exposición de Artistas, Sears Roebuck, Lima, Perú. (1964)
- Pintura y Escultura del Perú Contemporáneo, Galería Sol y Sol,  Lima, Perú. (1965)
- Exposición American Women Literary Club, Embajada Norteamericana, Lima, Perú. (1966)
- 35 Salon des Amis de Brantôme, Francia. (1967)
- 40 Salon d’Automne, Saumur, Francia. (1967)
- I Salon International du Centre, Issoudun, Francia. (1967)
- Salon des SURINDEPENDANTS,  Paris, Francia. (1968)
- Biennale de Peinture, Palais de l’Europe,  Menton,  Francia. (1968)
- IV Grand Prix de la Côte d’Azur, Nice, Francia. (1968)
- XIX Salon du Cercle des Beaux-Arts, Decize, Francia. (1968)
- 2 Peintres, Galerie Majestic-Vallombreuse, Biarritz, Francia. (1968)
- IV Grand Prix de Peinture de Pâques,  Nice, Francia. (1968)
- Galerie Gobin, Bruxelles, Bélgica. (1968)
- XII Salon International de Peinture Taurine, Musée Archéologique, Nîmes, Francia. (1968)
- III Biennale de Peinture, Hôtel de Ville, Trouville, Francia. (1968)
- Grand Prix du Festival, salon des Beaux-Arts, Cannes, France. Francia. (1968)
- XIX Grand Prix International de Peinture, Galerie René Borel, Deauville, Francia. (1968)
- I Grand Prix de New-York, Nice, Francia. (1968)
- II Salon de Mayenne, Mairie, Mayenne, Francia. (1968)
- V Biennale du Grand Prix de Peinture, Château de Tourlaville, Cherbourg, Francia. (1968)
- Hotel Taft, New-York, Estados Unidos. (1968)
- Expo-Vente, Centre de l’Enfance, Paris, Francia. (1968)
- Maison du Patrimoine, Mauléon, Francia. (1968)
- Palais des Congrès, Royan, Francia. (1969)
- Exposition itinérante: Poitou-Charentes, Francia. (1969)
- Expo An III, Coulon, Francia. (1969)
- SALON d’AUTOMNE, GRANDS PALAIS, Paris, Francia. (1969)
- La Grange à Camille,  Coulon, Francia. (1970)
- 11 Peintres, Galerie Majestic-Vallombreuse, Biarritz, Francia. (1970)
- Guiyermo Galleries,  Albuquerque, Estados Unidos. (1970)
- Salon International d’Automne, Galerie Majestic-Vallombreuse, Biarritz, Francia. (1970)
- Galería Marini, Lima, Perú. (1971)
- Art d’Aujourd’hui,  Alliance Française, Lima, Perú. (1971)
- XI Festival International d’Art Contemporain, Galerie La Voûte du Port, Royan, Francia. (1974)
- Museo de Arte Italiano, Grabados Peruanos, Lima, Perú. (1975)
- Salon des Amis des Beaux-Arts, Issoudun, Francia. (1975)
- Centre Franco Latino-américain, Paris, Francia. (1976)
- Calvanage, Paris, Francia. (1976)
- Salón Internacional, Palacio de las Artes, Budapest, Hungría. (1976)
- Symposium der Kunste, Europa 1999, Mannheim, Alemania. (1976)
- Homenaje a J.E. Garrido,  Instituto Nacional de la Cultura, Trujillo, Perú. (1976)
- Le Groupe du 126, Faculté de Droit, Sceaux, Francia. (1976)
- Centre Educatif y Culturel,  Yerres, Francia. (1977)
- Exposition Itinérante: Images et Messages de l’Amérique Latine (1978)
- Galerie du Centre Culturel Municipal, Villeparisis, Francia. (1978)
- Maison de la Culture, Grenoble, Francia. (1978)
- Maison des Jeunes,  La Varenne S/Seine, Francia. (1978)
- xC.G.R., Stains, Francia. (1978)
- V Salon de Versailles, Centre Culturel de la Caisse d’Epargne, Versailles, Francia. (1978)
- Maison de l’UNESCO, Paris, Francia (1979)
- Atelier 15, Paris, Francia. (1979)
- Galerie Le Cadre, Brive, Francia. (1979)
- Exposition, Atelier 15, Paris, Francia. (1980)
- Association des Jeunes Artistes-Peintres et Sculpteurs, Studio 25, Paris, Francia. (1981)
- Exposition, Atelier 15, Paris, Francia. (1981)
- Zapata, Peintre; Arcane, Sculpteur, Studio 25, Paris, Francia. (1982)
- Exposition Latino-américaine, Atelier 15,  Paris, Francia. (1982)
- André Shan y Zapata; 2 Peintres,  Centre Créer, Paris, Francia. (1982)
- Exposition des Artistes Plasticiens Latino-américains,  Massy, Francia. (1982)
- 4 Peintres Péruviens, Centre Créer, Paris, Francia. (1982)
- Galerie Hémond, Orléans, Francia. (1982)
- L’Amérique Latine à Paris, Les Fruits de l’Exil, GRAND PALAIS, París, Francia. (1982)
- 5 Artistes Latino-américains, Maison de l’UNESCO, París, Francia. (1982)
- Salon d’Art Plastique, Paris,  Francia. (1983)
- Exposition en la E.N.S.O.P., Montereau, Francia. (1983)
- Salon de la Peinture, Mairie, Romilly s/Seine, Francia. (1983)
- Exposition de Peinture, Maison de Quartier, Corbeil, Francia. (1983)
- 300 Latino-américains à Paris, L’Espace, Paris, Francia. (1983)
- 7 Peintres Péruviens, Radio Latina, Clamart, Francia. (1983)
- Association des Artistes originaires de l’Emigration, Paris, Francia. (1984)
- I Mini Festival Interculturel de la Goutte d’Or,  Paris, Francia. (1984)
- Zapata et Yaya, Peintres Péruviens, Centre Culturel, Vierzon, Francia. (1984)
- Artistes du Tiers Monde, U.C.J.G.- Y.M.C.A., Paris, Francia. (1984)
- Exposition de la FIAC, GRAND PALAIS, Paris, Francia. (1984)
- SALON de MAI, GRAND PALAIS,  Paris, Francia. (1985)
- Exposition, Centre Socio-culturel, Strasbourg, Francia. (1985)
- II Mini Festival Interculturel, La Goutte d’Or, Paris, Francia. (1985)
- Artistes Contemporains Français y Etrangers, C.I.A.C., Paris, Francia (1985)
- II Bienal de Trujillo, Casa Ganoza, Banco Industrial, Trujillo, Perú. (1985)
- Exposition, Mairie, Sarcelles, Francia. (1986)
- I Rencontre Culturelle Péruvienne, Neuilly Plaisance, Francia (1986)
- II Exposition des Artistes du Tiers-Monde,  U.C.J.G.- Y.M.C.A., Paris, Francia. (1986)
- II Biennale,  Mairie, Gentilly, Francia. (1986)
- 5 Amigos Pintores,  Galería de Arte Sol, Lince, Lima, Perú. (1986)
- Biennale Internationale des Arts, Nogent s/Seine, Francia. (1986)
- Hommage et Solidarité, Galerie Marchande, Limoges, Francia. (1986)
- 8 Amigos-Una Realidad, Galería Surmeban, Trujillo,  Perú. (1986)
- 5 Pintores, Kalmar, Suecia. (1986)
- Weihnachtsausstellung, Galería Daberkow, Friedrichsdorf/Taunus, Alemania. (1986)
- Peintres et Sculpteurs Péruviens à Paris, Mairie, Paris, Francia. (1987)
- 8 Amigos-2 Invitados, Galería de Arte Sol, Lince, Lima, Perú. (1987)
- Exposition Itinérante, Bretagne, Francia. (1987)
- Galería Mond’arte, Arezzo, Italia. (1987)
- Maestri del”900” italiani e stranieri, Galería Mond’Arte, Livorno, Italia. (1987)
- Maison de l’Amérique Latine, Biennale,  Monaco. (1987)
- III Biennale, Mairie, Gentilly, Francia. (1988)
- Zig-Zag, Portes ouvertes, Ateliers d’Artistes, Gentilly, Francia. (1988)
- Ocho Amigos,  Berlin-Este, República Democrática Alemana. (1989)
- Zig-Zag, Portes ouvertes, Ateliers d’Artistes, Gentilly, Francia. (1989)
- Atelier chez Yaya, Portes ouvertes, Paris, Francia. (1989)
- Usines Ephémères, Bazar Intercontinental de las Artes, Abia 5, Paris, Francia. (1989)
- Salon de la FIAP,  Abia, Bazar Intercontinental de las Artes, Paris, Francia. (1990)
- Le Pérou à Genève,  Sala Palatino, Ginebra, Suiza. (1990)
- Reg/Arts 90, IV Biennale des Artistes Gentilléens, Mairie, Gentilly, Francia. (1990)
- Manifestation artistique, Bazar Intercontinental des Arts, Paris, Francia. (1990)
- Quinzaine Péruvienne,  Mairie, Paris, Francia. (1990)
- Sala de Arte, Alfonsina Storni, Chimbote, Perú. (1991)
- Zig-Zag, Portes ouvertes, Ateliers d’Artistes, Gentilly, Francia. (1991)
- Zig-Zag, Portes ouvertes, Ateliers d’Artistes, Gentilly, Francia. (1992)
- Regards, V Biennale des Artistes Gentilléens, Mairie, Gentilly, Francia. (1992)
- Angosto, Burchard, Zapata, Chez Ti Ar Vretoned, Paris, Francia. (1992)
- Zig-Zag, Portes ouvertes, Ateliers d’Artistes, Gentilly, Francia. (1993)
- Petits Formats-Grands Cadeaux, Maisons Alfort, Francia. (1993)
- Université Paris 8,  Saint- Denis, Francia. (1994)
- “8 Amigos” Cuenca Ecuador. (1994)
- “8 Amigos” Lima Perú. (1994)
- Salón Nacional de Artes Plásticas, ASPAP 94, Museo de la Nación, Lima, Perú. (1994)
- Zig-Zag, Portes ouvertes, Ateliers d’Artistes, Gentilly, Francia. (1994)
- Regards des Artistes Gentilléens, VI Biennale, Gentilly, Francia. (1994)
- Treinta artistas para el Museo de Arte, Donación Rafael Lemor, Lima, Perú. (1995)
- Petits Formats-Grands Cadeaux, Villepinte, Francia. (1995)
- Exposition Art et Culture du Monde, Musée L’hôtel-Dieu, Mantes la Jolie, Francia. (1995)
- Regards des Artistes Gentilléens, VII Biennale, Gentilly, Francia. (1996)
- Salon Associatif Franco-Latino-américain, Paris, Francia. (1997)
- Regards des Artistes Gentilléens, VIII Biennale, Gentilly, Francia. (1998)
- Zig-Zag, Portes ouvertes, Ateliers d’Artistes, Gentilly, Francia. (1999)
- Galería 715, Lima, Perú. (1999)
- Vivre à Ardin,  Ardin, Francia.	 (1999)
- Exposition, Salle Chaillot,  Ardin, Francia. (2000)
- Salon des Arts Plastiques, Romainville. Francia. (2000)
- Una Mirada A La Pintura Costumbrista, Sala Petroperú, Lima, Perú. (2001)
- Vivre à Ardin,  Ardin, Francia. (2001)
- Fête de l’Huma., La Courneuve, Francia. (2001)
- Salon d’Hiver, G.A.R.P.R., Romainville, Francia. (2002)
- Viva América Latina/Caraïbe, Burchard/ Zapata,  Paris, Francia. (2003)
- Galería del Centro Comercial, Blanzac, Francia. (2003)
- Zig-Zag en la Ciudad, Renault, Gentilly, Francia. (2005)
- Burchard/ Zapata/Tosat, Atelier Gustave, París, Francia. (2008)
- XIX Salón Pintura/Escultura, Círculo El Hayssien de las Artes,  L’Hay Les Roses, Francia. (2008)
- Travesía por el asombro, Homenaje al Dr. Hernán Miranda, Trujillo, Perú. (2011)
- Parcours d’Artistes 2, Mairie, Gentilly, Francia. (2013)
- Pintura Contemporánea, Galería de Arte del Club Central, Trujillo, Perú. (2014)

## Distinciones
- Mención Honrosa, Sociedad de Bellas Artes, Daniel Hernández, Lima.
- Galardonado por el Banco de la Nación.
- Diplôme d’Honneur, Académie Populaire de Guyenne et de Gascogne, Issoudun.
- 3° Prix (Catégorie Surréaliste-Symboliste), IV Grand Prix de la Côte d’Azur, Nice.
- Mention, Salon de Peinture Taurine, Nîmes.
- Médaille d’Argent, Grand Prix de Pâques, Nice.
- Sélectionné aux Biennales de Menton, Trouville y Cherbourg.
- Diplôme hors-Concours (Catégorie Composition), I Grand Prix de New- York, Nice.
- Diplôme d’Honneur Salon International Automne 1970 Biarritz.